# Grindr
Grindr – mobilny portal randkowy korzystający z technologii lokalizacji, przeznaczony dla osób homoseksualnych, biseksualnych i transpłciowych bądź identyfikujących się jako queer. Dostępny jest jako aplikacja na systemy operacyjne iOS oraz Android. Pod względem funkcjonalności i sposobu działania przypomina platformę Tinder, z tą różnicą, że jest adresowany do osób ze społeczności LGBT.
Serwis został uruchomiony w marcu 2009 jako jedna z pierwszych platform geospołecznych dla osób homoseksualnych. Od tego czasu Grindr stał się największą i najpopularniejszą aplikacją mobilną dla gejów na świecie.